# لولاند
لولاند (بالدنماركية: Lolland)‏ وهي جزيرة في الدنمارك وهي رابع أكبر في الجزر الدنماركية تقع في بحر البلطيق وتبلغ مساحتها 1,243 كلم مربع وهذه الجزيرة جُزُء من إقليم زيلاند ويبلغ عدد سكانها 62,578 نسمة حسب إحصاء 2013.